# Драфт НБА 1995 года
Драфт НБА 1995 года прошёл 28 июня в «Скайдом» (Торонто, Канада).
Стоит отметить, что перед основным драфтом прошёл драфт расширения, на котором две новые канадские команды «Торонто Рэпторс» и «Ванкувер Гриззлис», созданные в рамках расширения лиги, выбрали себе игроков из других команд.
Драфт НБА 1995 года стал первым, который состоялся за пределами США. Кевин Гарнетт, выбранный на этом драфте пятым, стал первым игроком за последние два десятилетия, который был задрафтован сразу из школы, минуя университет, и был введён в Зал славы баскетбола в 2020 году. Рашид Уоллес и Джерри Стэкхауз также имели успешную карьеру в НБА, сыграв в четырёх и двух Матчах всех звёзд соответственно. Уоллес выиграл чемпионат НБА в 2004 году с «Детройт Пистонс», а Стэкхауз, также в составе «Поршней», набрал больше всех в лиге очков в 2000 году.
Другие игроки, выбранные под высокими номерами, имели относительно продуктивные карьеры, но, как считается, так и не достигли своего полного потенциала. Первый номер драфта Джо Смит был твёрдым средним игроком на протяжении всей своей карьеры, так и не став звездой НБА. Он также принимал участие в скандале, связанном с лимитом зарплат в «Миннесота Тимбервулвз». Антонио МакДайесс принял участие в одном Матче всех звёзд, но серьёзные и продолжающиеся травмы колена снизили его игровые качества в расцвете карьеры. Дэймон Стадемайр в сезоне 1995/96 был назван Новичком года и имел хорошую карьеру, пока не был несколько раз арестован, оштрафован и отстранён от игр за хранение марихуаны. Брайант Ривз произвёл впечатление в начале своей карьеры и получил шестилетний контракт на 61,8 млн долларов, однако, его карьера пошла по наклонной из-за лишнего веса и проблем со спиной, в итоге он провёл всего шесть сезонов в НБА.
На этом драфте так же были ещё два крупных разочарования в истории НБА — Эд О’Бэннон и Шон Респерт. О’Бэннон был лидером «УКЛА Брюинз», с которой стал чемпионом NCAA, но в НБА провёл лишь два года. Респерт сыграл четыре сезона в НБА, при этом скрывая, что у него рак желудка.

## Драфт

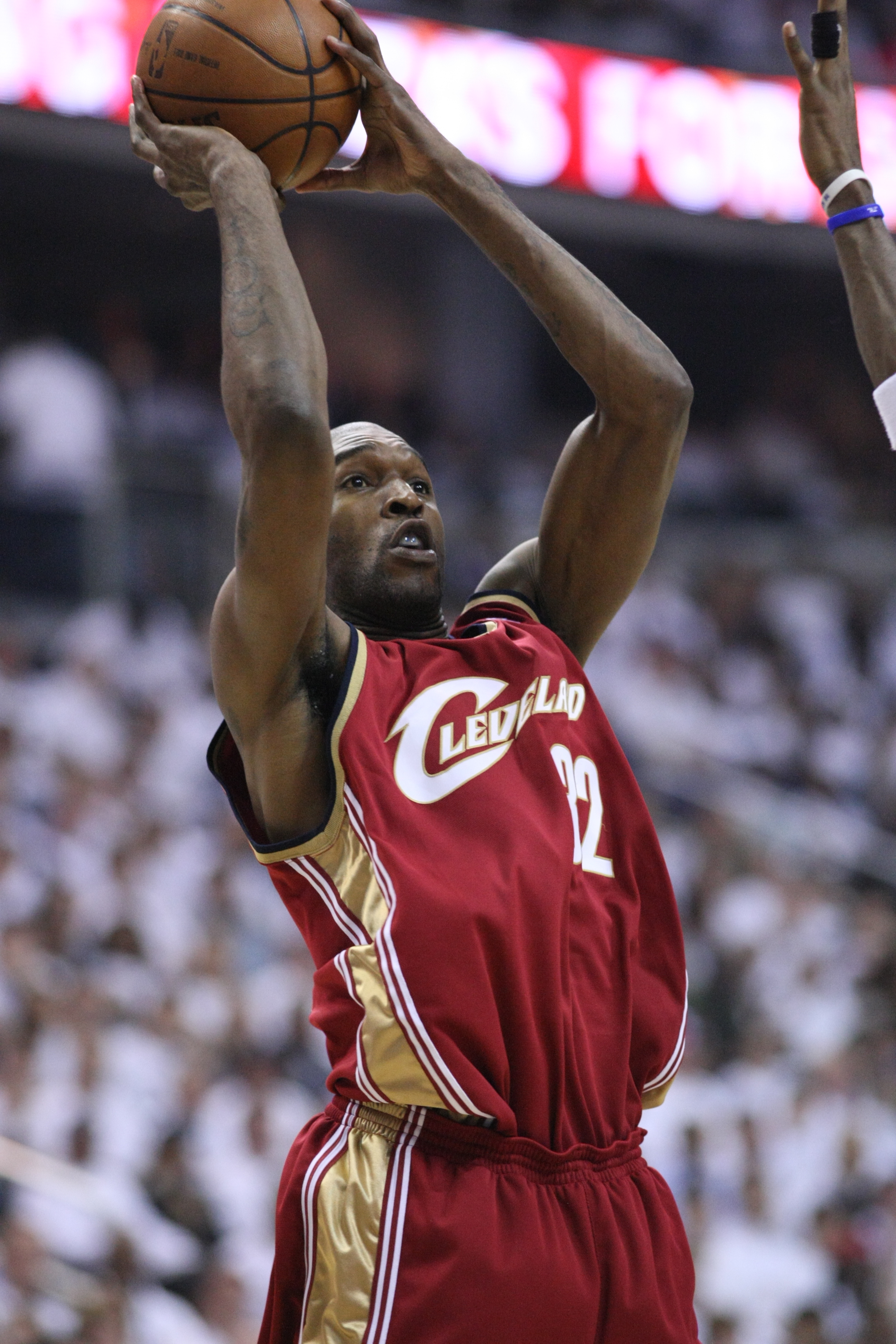
Джо Смит, 1-й номер драфта

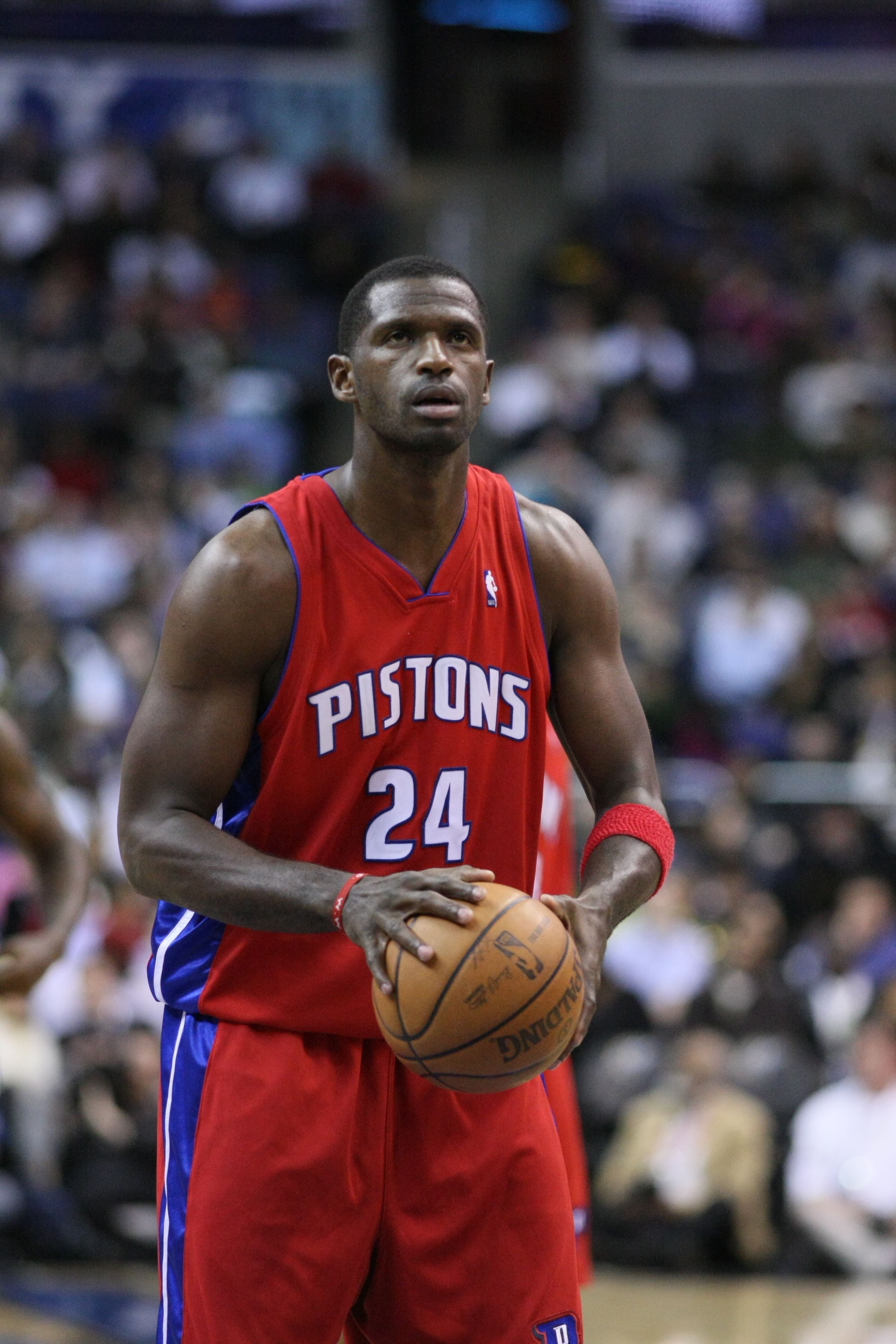
Антонио МакДайесс, 2-й номер драфта

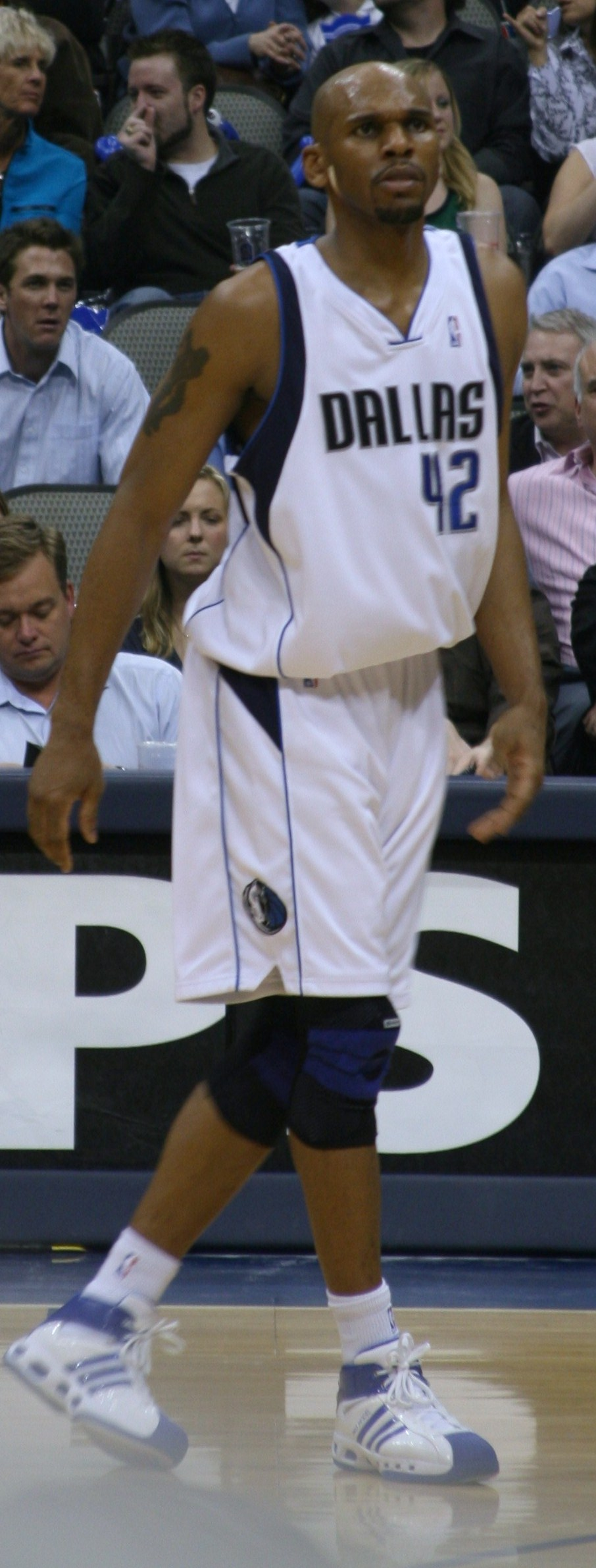
Джерри Стэкхауз, 3-й номер драфта

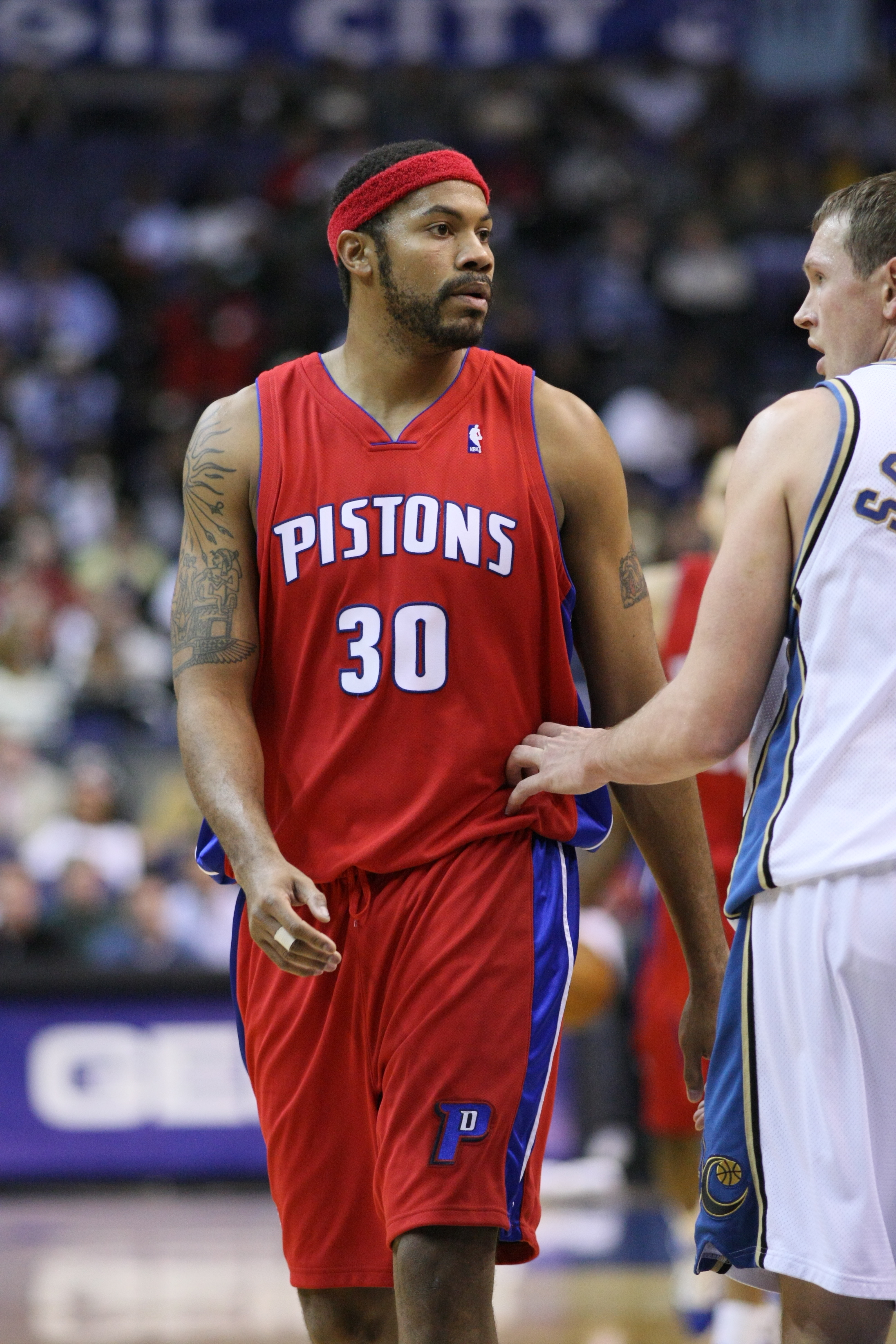
Рашид Уоллес, 4-й номер драфта

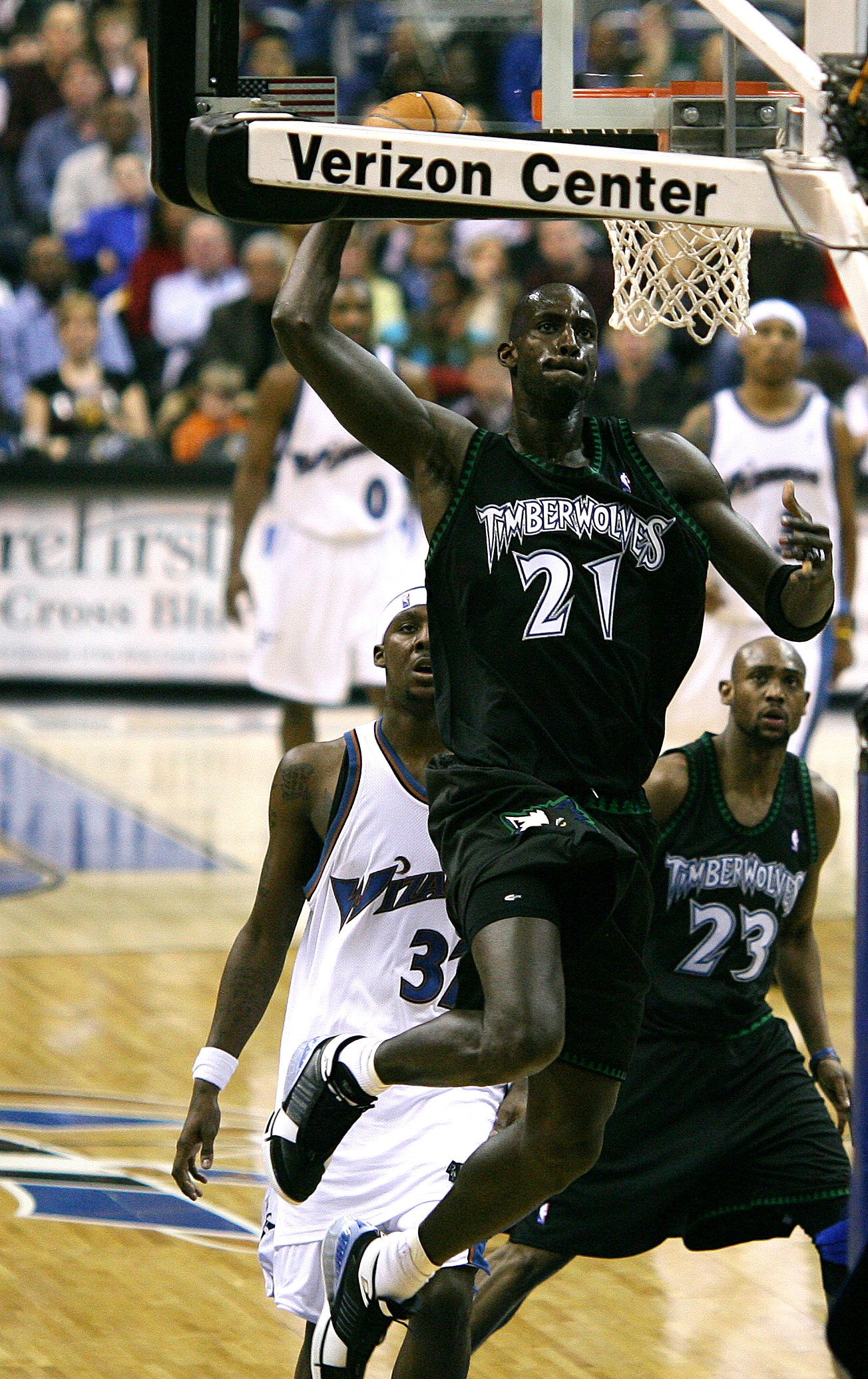
Кевин Гарнетт, 5-й номер драфта

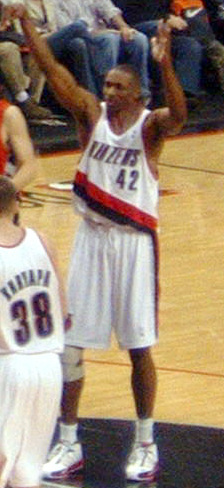
Тео Рэтлифф, 18-й номер драфта

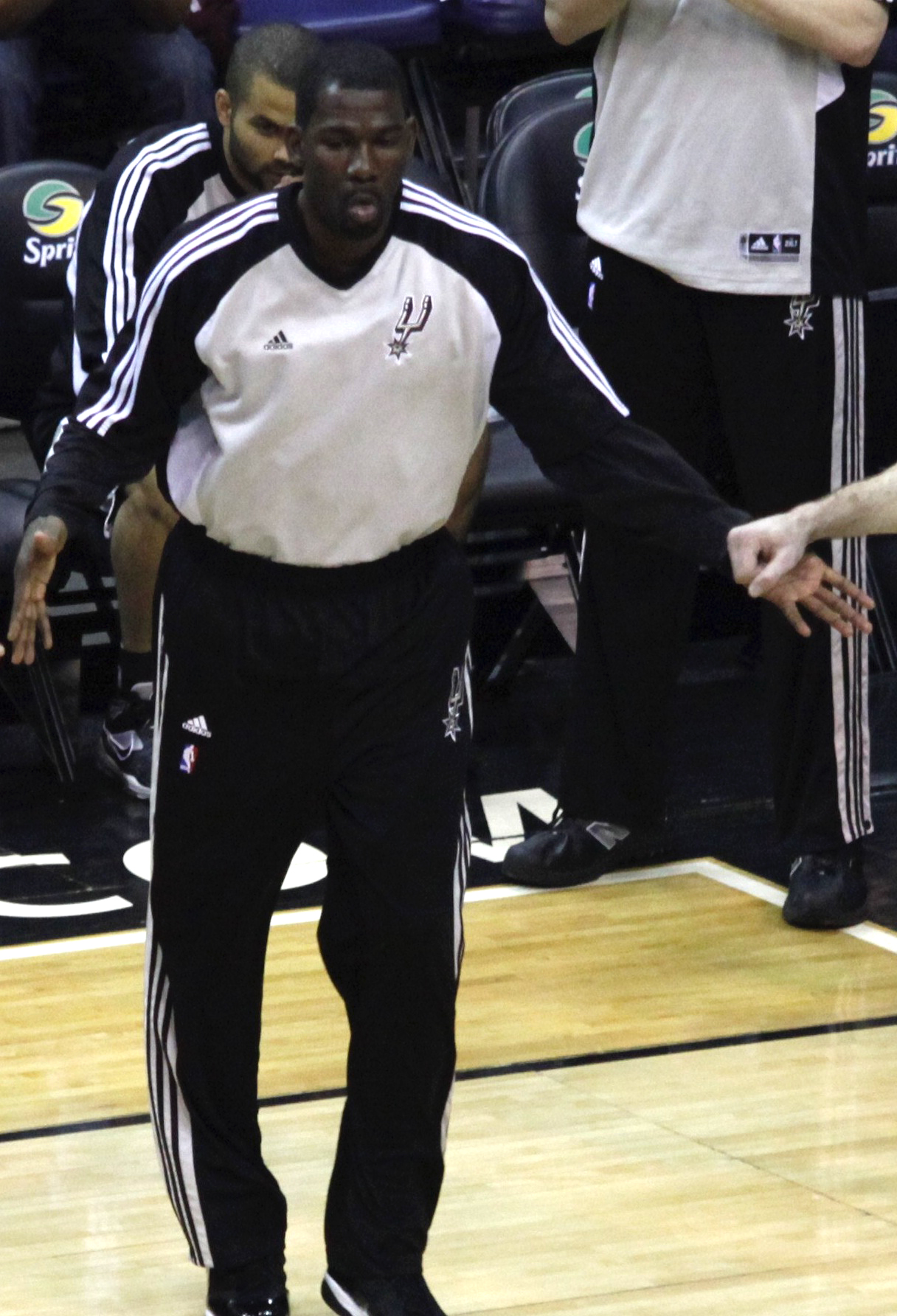
Майкл Финли, 21-й номер драфта

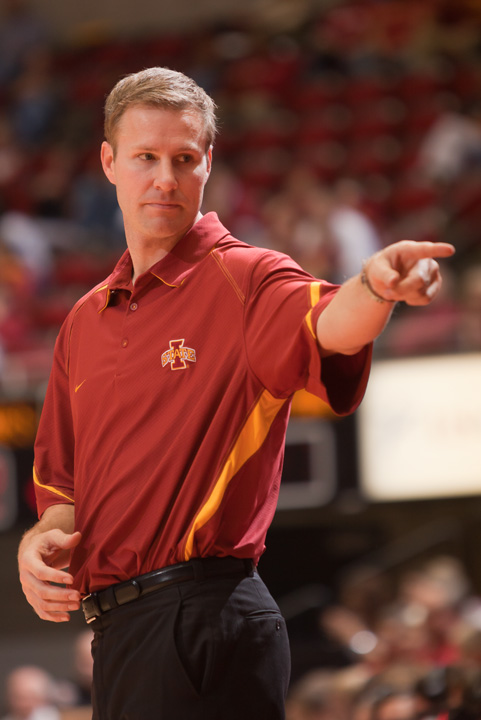
Фред Хойберг, 52-й номер драфта

| З | Защитник | РЗ | Разыгрывающий защитник | АЗ | Атакующий защитник | Ф | Форвард | ЛФ | Лёгкий форвард | ТФ | Тяжёлый форвард | Ц | Центровой |

|  | Игроки, выбранные в Зал славы баскетбола                   |
|  | Участники Матча всех звёзд и игроки сборной всех звёзд НБА |
|  | Участники Матча всех звёзд                                 |
|  | Игроки сборной всех звёзд                                  |
|  | Баскетболисты, не игравшие в НБА                           |

| Раунд | № драфта | Игрок              | Позиция | Национальность     | Команда НБА                                                  | Школа/Университет/Клуб    |
| ----- | -------- | ------------------ | ------- | ------------------ | ------------------------------------------------------------ | ------------------------- |
| 1     | 1        | Джо Смит           | ТФ      | США                | Голден Стэйт Уорриорз                                        | Мэриленд                  |
| 1     | 2        | Антонио Макдайесс  | ТФ      | США                | Лос-Анджелес Клипперс (обменян в «Денвер»)[a]                | Алабама                   |
| 1     | 3        | Джерри Стэкхауз    | АЗ      | США                | Филадельфия Севенти Сиксерс                                  | Северная Каролина         |
| 1     | 4        | Рашид Уоллес       | ТФ      | США                | Вашингтон Буллетс                                            | Северная Каролина         |
| 1     | 5        | Кевин Гарнетт      | ТФ      | США                | Миннесота Тимбервулвз                                        | Академия Фаррагут(Чикаго) |
| 1     | 6        | Брайант Ривз       | Ц       | США                | Ванкувер Гриззлис                                            | Оклахома Стэйт            |
| 1     | 7        | Дэймон Стадемайр   | РЗ      | США                | Торонто Рэпторс                                              | Аризона                   |
| 1     | 8        | Шон Респерт        | АЗ      | США                | Портленд Трэйл Блэйзерс (из «Детройта», обменян в «Милуоки») | Мичиган Стэйт             |
| 1     | 9        | Эд О’Бэннон        | ЛФ      | США                | Нью-Джерси Нетс                                              | УКЛА                      |
| 1     | 10       | Курт Томас         | ТФ/Ц    | США                | Майами Хит                                                   | Ти-Си-Ю                   |
| 1     | 11       | Гэри Трент         | ТФ      | США                | Милуоки Бакс (обменян в «Портленд»)                          | Огайо                     |
| 1     | 12       | Чероки Паркс       | Ц       | США                | Даллас Маверикс                                              | Дьюк                      |
| 1     | 13       | Корлисс Уильямсон  | ТФ      | США                | Сакраменто Кингз                                             | Арканзас                  |
| 1     | 14       | Эрик Уильямс       | ЛФ      | США                | Бостон Селтикс                                               | Провиденс                 |
| 1     | 15       | Брент Бэрри        | АЗ      | США                | Денвер Наггетс (обменян в «Клипперс»)[a]                     | Орегон Стэйт              |
| 1     | 16       | Алан Хендерсон     | ТФ      | США                | Атланта Хокс                                                 | Индиана                   |
| 1     | 17       | Боб Сура           | АЗ      | США                | Кливленд Кавальерс                                           | Флорида Стэйт             |
| 1     | 18       | Тео Рэтлифф        | ТФ/Ц    | США                | Детройт Пистонс (из «Портленда»)                             | Вайоминг                  |
| 1     | 19       | Рэндольф Чилдресс  | РЗ      | США                | Детройт Пистонс (из «Хьюстона» через «Портленд»)             | Уэйк-Форест               |
| 1     | 20       | Джейсон Кэффи      | ТФ      | США                | Чикаго Буллз                                                 | Алабама                   |
| 1     | 21       | Майкл Финли        | ЛФ/АЗ   | США                | Финикс Санз (из «Лейкерс»)                                   | Висконсин                 |
| 1     | 22       | Иржи Зидек         | Ц       | Чехия              | Шарлотт Хорнетс                                              | УКЛА                      |
| 1     | 23       | Трэвис Бест        | РЗ      | США                | Индиана Пэйсерс                                              | Джорджия Тех              |
| 1     | 24       | Лорен Мейер        | ТФ      | США                | Даллас Маверикс (из «Нью-Йорка»)                             | Айова Стэйт               |
| 1     | 25       | Дэвид Вон III      | ТФ/Ц    | США                | Орландо Мэджик                                               | Мемфис                    |
| 1     | 26       | Шерелл Форд        | ТФ      | США                | Сиэтл Суперсоникс                                            | Ю-Ай-Си                   |
| 1     | 27       | Марио Беннетт      | ТФ      | США                | Финикс Санз                                                  | Аризона Стэйт             |
| 1     | 28       | Грег Остертаг      | Ц       | США                | Юта Джаз                                                     | Канзас                    |
| 1     | 29       | Кори Александер    | РЗ      | США                | Сан-Антонио Спёрс                                            | Виргиния                  |
| 2     | 31       | Драган Тарлач      | Ц       | Югославия · Греция | Чикаго Буллз                                                 | Олимпиакос (А1)           |
| 2     | 43       | Эрик Сноу          | РЗ      | США                | Милуоки Бакс                                                 | Мичиган Стэйт             |
| 2     | 47       | Тайс Эдни          | РЗ      | США                | Сакраменто Кингз                                             | УКЛА                      |
| 2     | 51       | Деян Бодирога      | ЛФ      | Югославия          | Сакраменто Кингз                                             | Олимпия Милан (Серия А)   |
| 2     | 52       | Фред Хойберг       | АЗ      | США                | Индиана Пэйсерс                                              | Айова Стэйт               |
| 2     | 53       | Константин Попа    | Ц       | Румыния            | Лос-Анджелес Клипперс                                        | Майами                    |
| 2     | 54       | Эурелиюс Жукаускас | Ц       | Литва              | Сиэтл Суперсоникс                                            | Нептунас (LKL)            |
| 2     | 56       | Крис Карр          | З       | США                | Финикс Санз                                                  | Южный Иллинойс            |
| 2     | 57       | Куонзо Мартин      | З/Ф     | США                | Атланта Хокс                                                 | Пердью                    |

- a  «Лос-Анджелес Клипперс» обменял Рэнди Вудса и право драфта Антонио МакДайесса в «Денвер Наггетс» на Родни Роджерса и право драфта Брента Бэрри. Сделка была проведена в день драфта.

## Известные игроки не выбранные на драфте
Следующие игроки не были выбраны на драфте 1995 года, но однако, позже играли в НБА.
| Игрок        | Позиция | Национальность | Школа/Университет/Клуб |
| ------------ | ------- | -------------- | ---------------------- |
| Джон Амечи   | Ц       | Великобритания | Пен Стэйт              |
| Рик Брансон  | З       | США            | Темпл                  |
| Джерард Кинг | ЛФ      | США            | Николлз Стэйт          |
| Мэтт Мэлони  | З       | США            | Пен                    |
| Кевин Олли   | З       | США            | Коннектикут            |